# Федерални државни статистички сервис
Федерална државна служба за статистику (рус. Федеральная служба государственной статистики (Росстат), Федерал'наиа слузхба государственнои статистики (Росстат)) је владина агенција за статистику у Русији.
Од 2017. године поново је у саставу Министарства за економски развој, након што је у претходним деценијама неколико пута прелазило са тог министарства на директну контролу савезне владе.

## Историја
Госкомстат (рус. Государственный комитет по статистике, Гос ударственнии комитет по стат истике, или, на енглеском, Државни комитет за статистику) је била централизована агенција која се бавила статистиком у Совјетском Савезу. Госкомстат је створен 1987. године да замени Централну статистичку управу, уз задржавање истих основних функција у прикупљању, анализи, објављивању и дистрибуцији државне статистике, укључујући економску, социјалну и статистику становништва. Ово преименовање је довело до формалног деградирања статуса агенције.
Поред надгледања прикупљања и евалуације државне статистике, Госкомстат (и његови претходници) је био одговоран за планирање и спровођење пописа становништва и станова. Извршила је седам таквих пописа, 1926, 1937, 1939, 1959, 1970, 1979. и 1989. године.
Кућу бр. 39, у улици Мјасницкаја, седиште Госкомстата, пројектовао је архитекта Ле Корбизје.